# Veronika Domjan
Veronika Domjan (* 3. September 1996 in Ptuj) ist eine slowenische Diskuswerferin, die auch im Kugelstoßen an den Start geht.

## Sportliche Laufbahn
Erste internationale Erfahrungen sammelte Veronika Domjan 2013 bei den Jugendweltmeisterschaften in Donezk. Dort schied sie im Kugelstoßen mit 13,50 m in der Qualifikation aus und verpasste im Diskuswurf als Vierte mit 47,66 m eine Medaille. 2014 nahm sie an den Juniorenweltmeisterschaften in Eugene teil und schied dort mit 47,07 m bereits in der Qualifikation aus. Ein Jahr später gewann sie bei den Junioreneuropameisterschaften im schwedischen Eskilstuna  mit 56,63 m die Silbermedaille und schied im Kugelstoßen mit 13,68 m in der Qualifikation aus. 2016 gelang es ihr, sich für die Europameisterschaften in Amsterdam zu qualifizieren und belegte dort im Finale mit 58,12 m den zehnten Platz. Im Jahr darauf gewann sie bei den U23-Europameisterschaften in Bydgoszcz mit 58,48 m die Bronzemedaille. 2018 belegte sie bei den Mittelmeerspielen in Tarragona mit 56,26 m den siebten Platz und schied bei den Europameisterschaften in Berlin mit 49,89 m in der Qualifikation aus. 2019 wurde sie bei der Sommer-Universiade in Neapel mit 53,96 m Achte. Ende Oktober erreichte sie dann bei den Militärweltspielen in Wuhan mit 51,11 m Rang fünf. 2023 wurde sie bei der 2. Liga der Team-Europameisterschaft im Rahmen der Europaspiele in Chorzów mit 55,73 m Vierte im Diskuswurf und gelangte im Kugelstoßen mit 13,60 m auf Rang zwölf. Im Jahr darauf belegte sie bei den Balkan-Meisterschaften in Izmir mit 53,09 m den sechsten Platz im Diskusbewerb.
In den Jahren von 2012 bis 2017 sowie 2019, 2020 und 2022 wurde Domjan slowenische Meisterin im Diskuswurf sowie 2014 und 2015 sowie 2017, 2019 und 2020 auch im Kugelstoßen.

## Persönliche Bestleistungen
- Kugelstoßen: 14,69 m, 26. Juli 2020 in Celje
- Diskuswurf: 60,11 m, 6. Juli 2016 in Amsterdam (slowenischer Rekord)